# Идеологическая комиссия ЦК КПСС
Идеологическая комиссия ЦК КПСС (правильнее «Идеологическая комиссия при ЦК КПСС») — особый орган по рассмотрению идеологических вопросов пропаганды и агитации, науки и культуры, литературы и искусства, печати и радио, общего и специального образования. Предложения комиссии должны были вноситься на рассмотрение Секретариата и Президиума ЦК КПСС.
Официально сформирована постановлением Президиума ЦК КПСС 23 ноября 1962 года, являясь функциональным продолжением Комиссии ЦК КПСС по вопросам идеологии, культуры и международным партийным связям 1950-х. Официально упразднена постановлением Политбюро ЦК КПСС 4 мая 1966 года. Председатель комиссии —  Л. Ф. Ильичёв, с марта 1965 — П. Н. Демичев.
В сентябре 1988 года на пленуме ЦК КПСС была вновь образована идеологическая комиссия ЦК КПСС, в которую были влиты отделы пропаганды, культуры, науки и учебных заведений. Председателем комиссии был назначен Вадим Медведев.